# Guatimac

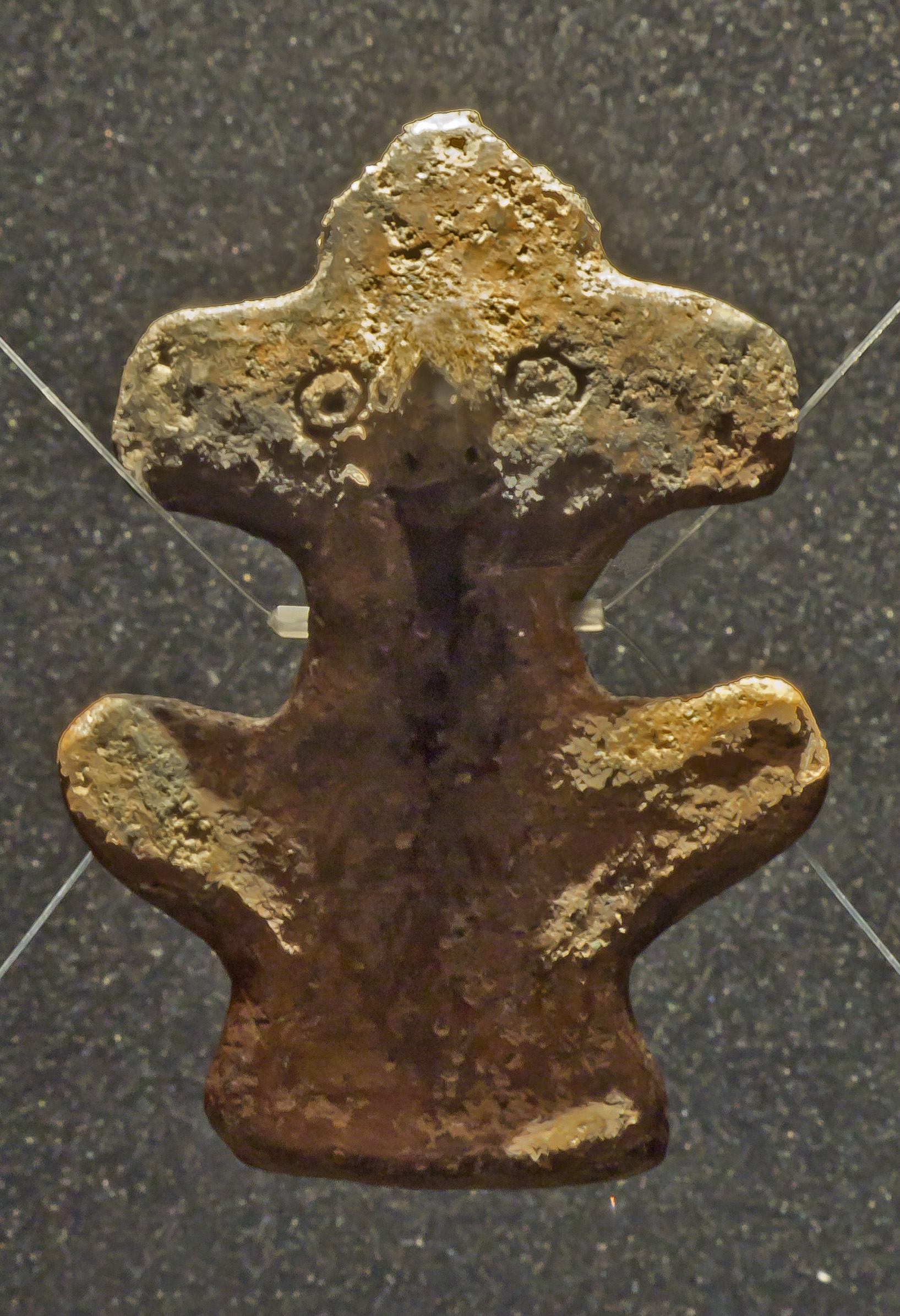
Guatimac, Archäologisches Museum von Puerto de la Cruz (Teneriffa).

Der Guatimac ist eine aus Ton hergestellte, gebrannte anthropomorphe Plastik, die sehr wahrscheinlich von Guanchen, den Ureinwohnern der Insel, Teneriffa geschaffen wurde. Die Figur hat eine Höhe von 6,05 cm, eine Breite 4,05 cm und in der Mitte eine Dicke von 0,73 cm. Die Figur wiegt 18,7 gr.  Die Plastik wurde im Jahr 1885 in der Höhle Herques Ravine in Fasnia im Südosten von Teneriffa in einer Felsspalte gefunden. Sie war in ein Stück Fell gewickelt, ähnlich wie die Kanarischen Mumien. In der Nähe der Fundstelle wurde in der Mitte des 18. Jahrhunderts eine große Anzahl von Mumien in einer Grabhöhle gefunden.
Über die Bedeutung des Objektes in der Kultur der Guanchen gibt es verschiedene Hypothesen.
Archäologen klassifizieren den Guatimac als Idol des Typs anthropomorph und asexuell. Die Vorstellung, dass das Objekt die Darstellung einer verehrten Gottheit ist, wird weitgehend abgelehnt. Es wird eher davon ausgegangen, dass der Guatimac böse Geister davon abhalten sollte, aus der Erde hervorzukommen.   Für diese Bedeutung spricht die Art, wie die Figur in der Felsspalte abgelegt wurde. Für die Bedeutung als Amulett spricht die Bohrung, die es ermöglicht, die Figur mit einer Schnur um den Hals zu tragen.
Der Guatimac ist die einzige heute nachweisbare Figur dieser Art, die auf der Insel Teneriffa gefunden wurde. Es gab zwar im 19. Jahrhundert immer wieder Berichte über Funde von kleinen Figuren, ohne dass diese wissenschaftlich erfasst wurden oder die Objekte heute noch vorliegen.
Der Guatimac wird im Museo Arqueológico del Puerto de La Cruz ausgestellt.